# Ultima VI: The False Prophet
Ultima VI: The False Prophet, est un jeu de rôle sur ordinateur publié par Origin Systems en 1990. Le jeu est le sixième de la série de jeux de rôle Ultima créée par Richard Garriott.

## Présentation
Ultima VI clôt la trilogie dite de l’« Âge de lumière », débutée avec Ultima IV, et marque également la fin de certaines techniques. Dans les jeux précédents, plusieurs échelles graphiques étaient employées : sur la carte du monde, les villes, châteaux, souterrains étaient indiqués par des symboles et étaient représentés par des sous-cartes plus détaillées lorsque le joueur y pénètrait. Dans Ultima VI, tous les lieux sont à la même échelle. Les souterrains sont également dessinés en vue de dessus, à la troisième personne, et non en vue subjective selon la méthode popularisée par Dungeon Master. Le jeu utilise une pseudo vue isométrique largement plus colorée que ses prédécesseurs. Les personnages gérés par l’ordinateur possèdent leur propre portrait, dessiné lorsque le joueur leur parle.
Techniquement, Ultima VI fut l’un des tout premier jeux vidéo à être pensé en tout premier lieu pour les PC munis d’une carte VGA 256 couleurs et d’une souris, en un temps où le marché du jeu vidéo tournait plutôt autour de l’Amiga. Le jeu utilisait également les cartes sonores pour la musique, ce qui était alors assez rare. Les autres bruitages étaient en revanche toujours réalisés par l’intermédiaire du haut-parleur interne.
Ultima VI est notable pour la richesse de ses dialogues et la profondeur de son univers : les personnages, les objets, les interactions entre ceux-ci, sont davantage conçus avec pour but d'immerger le joueur dans un monde complet et crédible qu'uniquement dans l'optique de suivre un scénario établi ; ce que peu d'autres jeux, hors de la série Ultima, ont fait.
Le moteur de jeu utilisé par Ultima VI sera utilisé, par la suite, par les deux jeux de la série Worlds of Ultima : Savage Empire et Martian Dreams.

## Scénario
L’action d’Ultima VI se déroule quelques années après le retour de Lord British sur le trône à la suite des évènements d’Ultima V. Au commencement d’Ultima VI, le joueur — incarnant traditionnellement l’Avatar — est convoqué sur Britannia par l'apparition d'une Porte de Lune (Moongate), de couleur rouge, dans son jardin. Capturé dès son arrivée, il est apprêté à être sacrifié sur un autel par des créatures à la peau rouge ressemblant à des démons, les gargouilles. Les Guerriers du Destin (l’équipe réunie lors de la précédente aventure) apparaissent alors, sauvent l’Avatar et capturent un texte sacré en possession du prêtre des gargouilles. Au château de Britannia, l’Avatar apprend que les temples des vertus ont été capturés par les gargouilles et s’engage dans une quête visant à libérer le monde des envahisseurs.
La mission de l'Avatar a alors deux buts : tout d'abord, reconquérir les huit temples tenus par les forces Gargouilles malgré les tentatives des soldats Britanniens de les en déloger, mais aussi, réussir à effectuer la traduction du Livre des Prophéties volé au prêtre. Au cours de sa quête, l'Avatar est amené à explorer le monde souterrain, revers de Britannia et royaume des Gargouilles (contrairement aux autres épisodes de la série, le monde d'Ultima VI est une terre plate, qui semble munie de deux faces). Celui-ci est menacé de destruction depuis la disparition du Codex de la Sagesse Ultime, ramené à Britannia par l'Avatar au cours de l'épisode précédent. Le revers de Britannia apparaît à l'Avatar comme le revers de la médaille ; placé face à ses responsabilités vis-à-vis de ses actions passées, celui qui est connu, d'un côté, comme un héros, est vu de l'autre comme le Faux Prophète qui a apporté la destruction d'un monde (d'où le titre du jeu). Contraint à réparer ses erreurs, il doit entreprendre une quête initiatique visant à lui faire comprendre les valeurs fondamentales de la société Gargouille.
Le scénario de cet épisode prend en compte des problèmes divers, comme les différences culturelles, le racisme et la xénophobie.

## Accueil
| Ultima VI                |    |       |
| ACE                      | US | 95 %  |
| Dragon                   | US | 5/5   |
| Amiga Action             | US | 89 %  |
| Amiga Format             | US | 67 %  |
| Amiga Power              | US | 90 %  |
| CU Amiga                 | US | 95 %  |
| Computer and Video Games | US | 90 %  |
| Gen4                     | FR | 97 %  |
| Joystick                 | FR | 99 %  |
| Tilt                     | FR | 18/20 |